# میدان سن پیترو

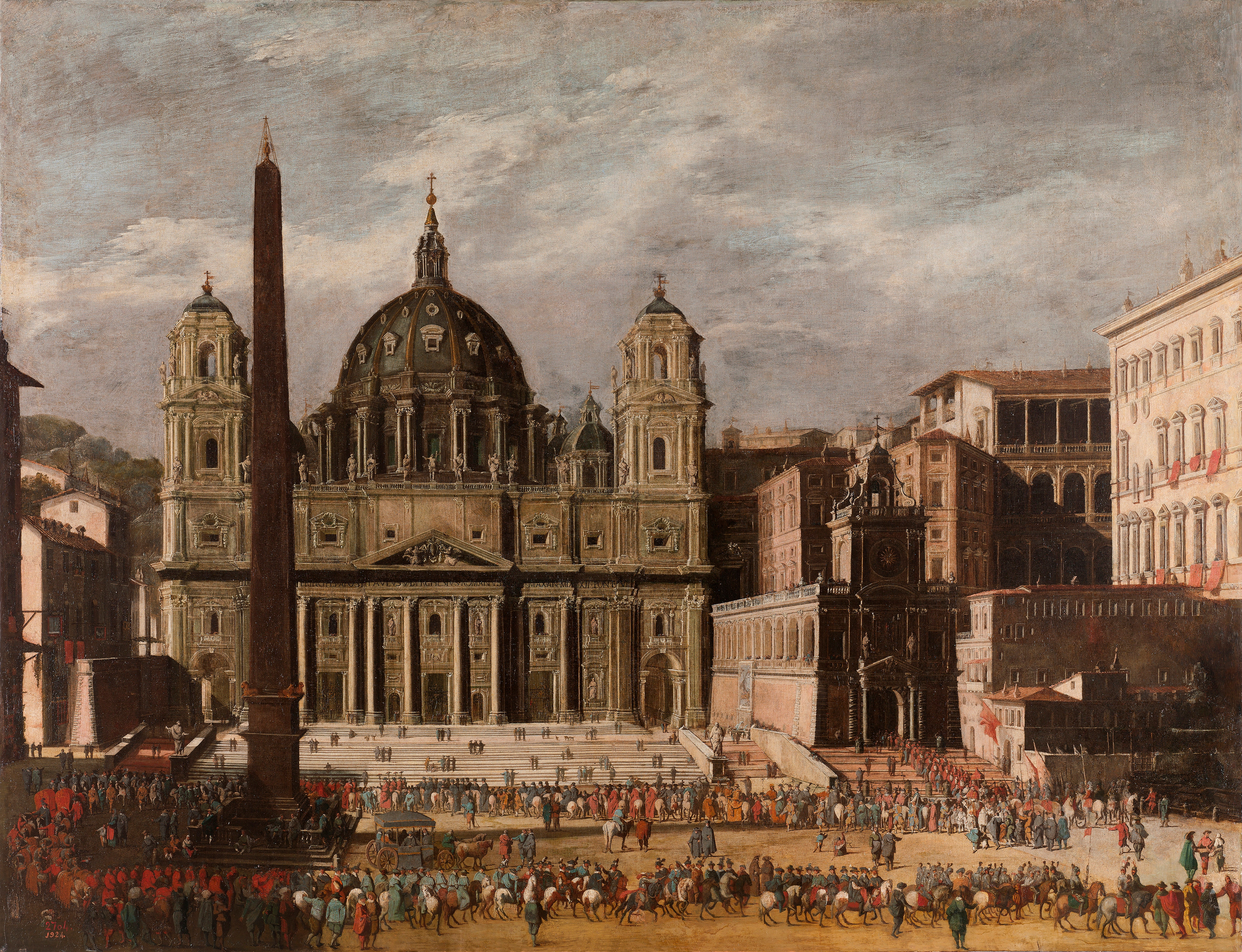
میدان در ۱۶۳۰، نقاشی توسط ویویانو کوداتزی

میدان سن پیر (به ایتالیایی: Piazza San Pietro), تلفظ [ˌpi̯aʦa san ˈpi̯ɛ:tɾo]) میدان بزرگی درست روبروی کلیسای سن پیر در دولت شهر واتیکان است.

## تاریخچه

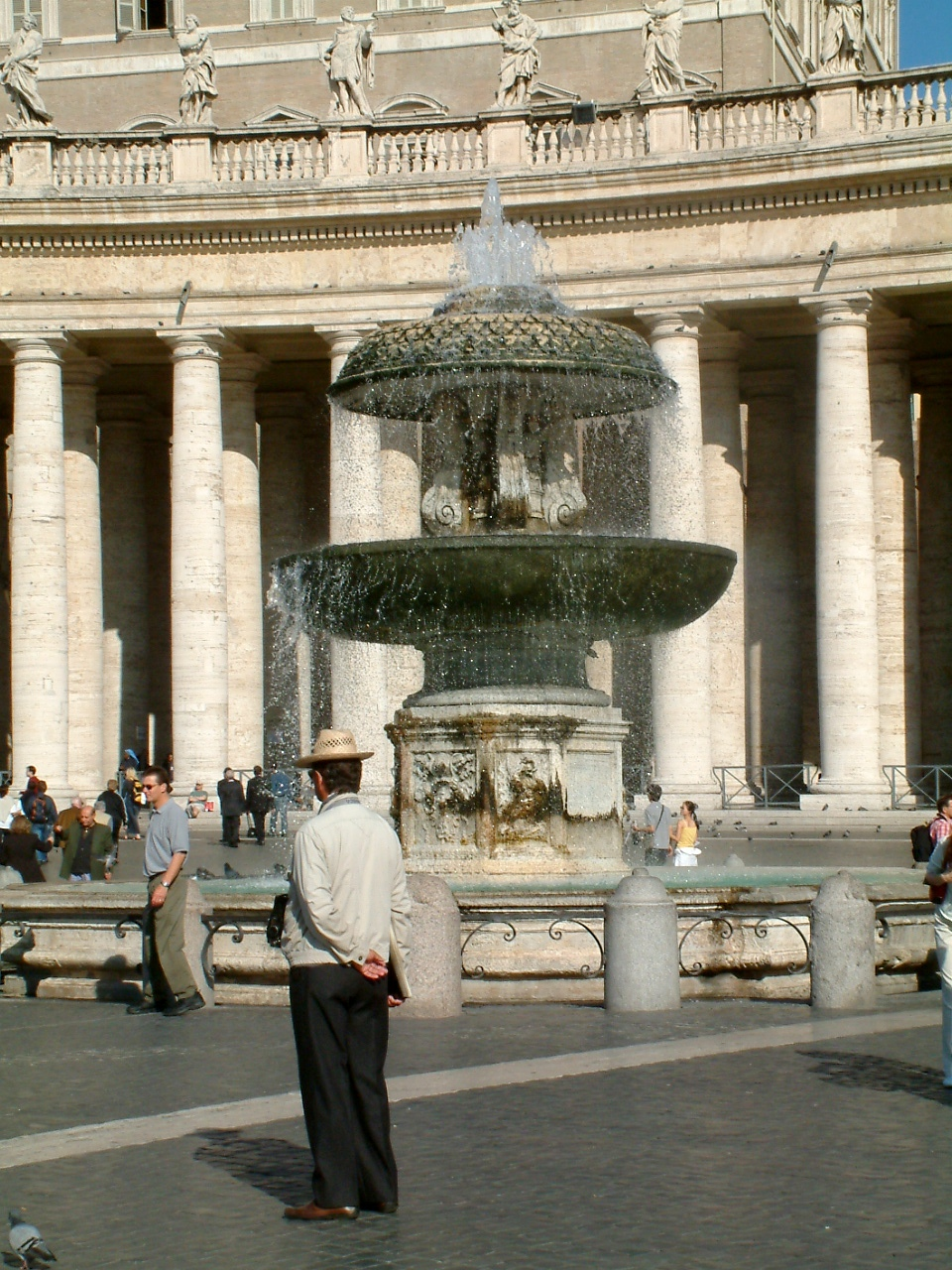
فواره‌ای که برنینی افزود، ۱۶۷۵

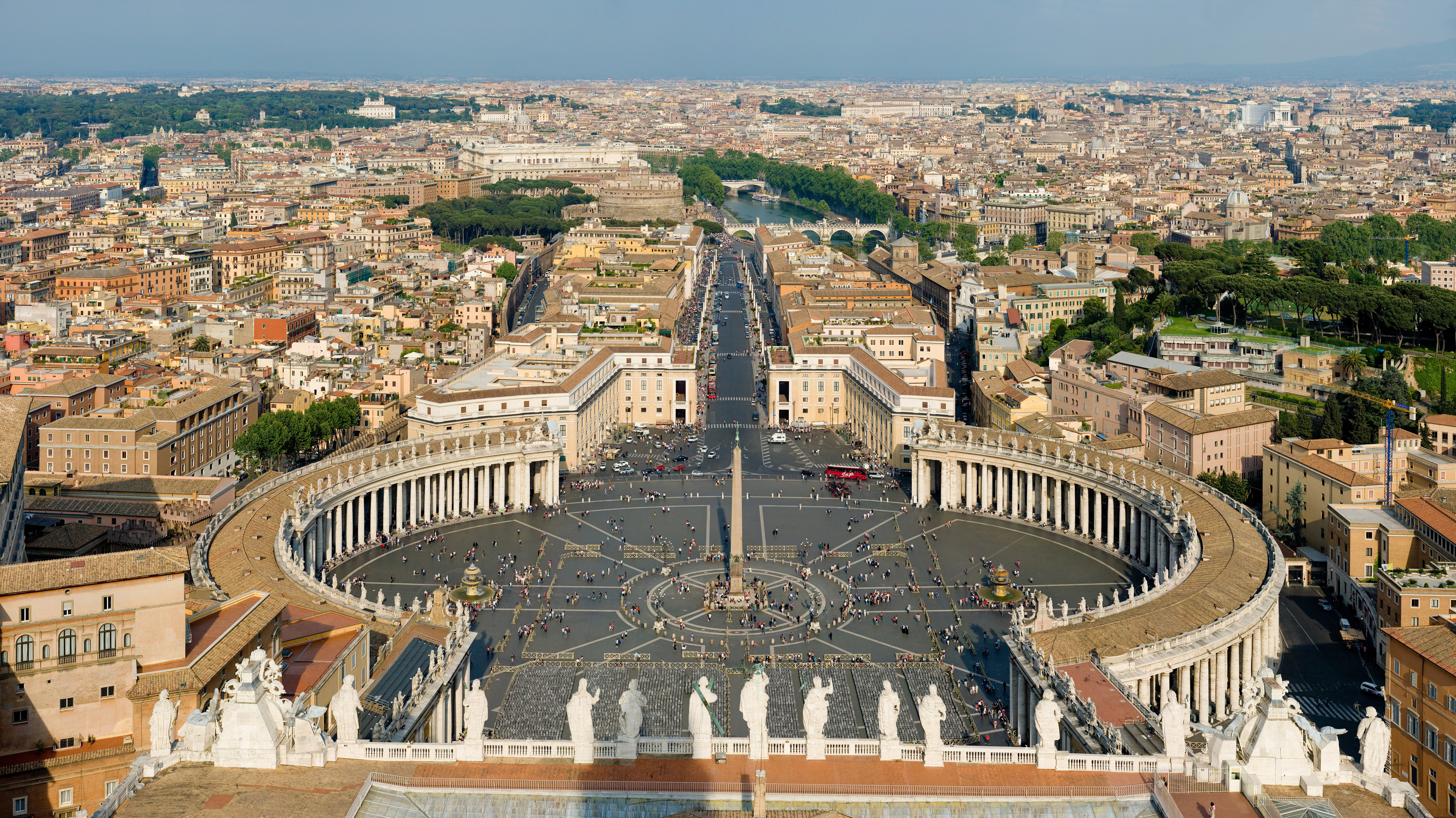
منظریاز میدان، ژوئن ۲۰۰۷

در سال ۱۵۶۸ در مرکز میدان، یک ستون هرمی شکل مصری با قدمت ۴۰۰۰ سال قرار داده شد. تقریباً صد سال بعد، جیان لورنزو برنینی میدان را طراحی کرد و مجموعه ستون‌های توسکانی را که چهار ستون ردیفی بود به آن افزود. در سال ۱۶۷۵ یک فواره گرانیتی توسط برنینی به میدان افزوده شد تا تقارن فواره دیگری که پیشتر و در سال ۱۶۱۳ توسط کارلو مادرنو طراحی شده بود را کامل کند.
فضای بازی که در جلوی کلیسای سن پیر قرار دارد توسط جیان لورنزو برنینی و تحت هدایت پاپ الکساندر هفتم از ۱۶۵۶ تا ۱۶۶۷ بگونه پیشخوانی طراحی شد تا بیشترین تعدادِ مردم بتوانند مراسم برکت دادنِ پاپ را که از میانه نمای کلیسا یا از پنجره کاخ واتیکان انجام می‌داد به راحتی ببینند. (Norwich 1975 p 175) امکانات عرصه، تحت محدودیت و تحمیل‌های بسیاری از دیگر عناصر موجود در میدان بود (تصویر سمت چپ). اما در طراحی نیاز بود که دیگر عناصر بگونه‌ای پوشانده شوند تا آپارتمان پاپ به‌خوبی بچشم بیاید. ستون هرمی، مرکز را مشخص می‌کرد و ستون گرانیتیِ کالو مادرنو در یک سو ایستاده بود. پس برنینی در سال ۱۶۷۵ و پنج سال پیش از مرگش، ستونِ دیگر را برای تقارن و ایجاد حالتِ همسانی ستون‌ها در میدان برپا کرد.

## ستون‌ها
ستون‌های توسکانی بزرگ در چهار ردیف، ورودیِ ذوزنقه‌ای میدان را که تا ستون هرمیِ میانهٔ میدانِ بیضوی به پیش می‌آید را دربرمی‌گیرند. ستون‌ها میدان را تعریف می‌کنند و می‌نمایانند.

## سنگ‌فرش
در ۱۸۱۷ سنگ‌فرش‌های مدوری بدور هرم وسط قرار داده شدند تا با قرارگیری نوکِ سایه ستون در ظهر بر آنها، نشانه‌های منطقةالبروج قابل تشخیص شوند. در این میان، هرم میانهٔ میدان به عنوان عقربه ساعت آفتابی غول پیکر میدان عمل می‌کند.

## خوانش بیشتر
- Norwich, John Julius, ed. 1975 Great Architecture of the World ISBN 0-394-49887-9